# Нуази-ле-Гран
Нуази-ле-Гран (фр. Noisy-le-Grand) — коммуна во Франции, находится в регионе Иль-де-Франс. Департамент коммуны — Сена-Сен-Дени. Входит в состав кантона Нуази-ле-Гран (фр.). Округ коммуны — Ле-Ренси.
Код коммуны 93051. Население коммуны на 2006 год составляло 61341 человек.
Последние годы своей жизни на территории этой коммуны провели русский поэт Константин Бальмонт со своей спутницей Еленой Цветковской (оба похоронены на местном кладбище).
В 1957 году в лагере для бездомных семей на территории города с инициативы местной общины и католического священника о. Жозефа Вресинского было создано движение Четвертый Мир.